# Cantó de Marcigny
El cantó de Marcigny és un antic cantó francès del departament de Saona i Loira, situat al districte de Charolles. Té 12 municipis i el cap és Marcigny. Va desaparèixer el 2015

## Municipis
- Anzy-le-Duc
- Artaix
- Baugy
- Bourg-le-Comte
- Céron
- Chambilly
- Chenay-le-Châtel
- Marcigny
- Melay
- Montceaux-l'Étoile
- Saint-Martin-du-Lac
- Vindecy

## Història
| Data d'elecció                           | Identitat             | Partit                                            | Qualitat |
| ---------------------------------------- | --------------------- | ------------------------------------------------- | -------- |
| 1945-1949                                | Jean-François Mordant | SFIO                                              |          |
| 1949-1967                                | Georges Poncet        | radical                                           |          |
| 1967-1985                                | Paul Duraffour        | radical, després MRG                              |          |
| 1985-2015                                | Jacques Rebillard     | Divers gauche, després PRG, després divers gauche |          |
| les dades anteriors no són pas conegudes |                       |                                                   |          |
|                                          |                       |                                                   |          |

## Demografia
| A partir de 1990: Població sense dobles comptes |